# Бристау (Небраска)
Бристау (англ. Bristow) — селище (англ. village) в США, в окрузі Бойд штату Небраска. Населення — 70 осіб (2020).

## Географія
Бристау розташований за координатами 42°50′27″ пн. ш. 98°35′0″ зх. д. / 42.84083° пн. ш. 98.58333° зх. д. (42.840777, -98.583307).  За даними Бюро перепису населення США в 2010 році селище мало площу 0,42 км², уся площа — суходіл.

## Демографія
Згідно з переписом 2010 року, у селищі мешкало 65 осіб у 37 домогосподарствах у складі 19 родин. Густота населення становила 154 особи/км².  Було 56 помешкань (133/км²).
Расовий склад населення:
| - 100,0 % — білих |

До двох чи більше рас належало 0,0 %. Частка іспаномовних становила 0,0 % від усіх жителів.
За віковим діапазоном населення розподілялося таким чином: 4,6 % — особи молодші 18 років, 55,4 % — особи у віці 18—64 років, 40,0 % — особи у віці 65 років та старші. Медіана віку мешканця становила 63,5 року. На 100 осіб жіночої статі у селищі припадало 124,1 чоловіків;  на 100 жінок у віці від 18 років та старших — 129,6 чоловіків також старших 18 років.
Середній дохід на одне домашнє господарство  становив 115 181 долар США (медіана — 45 625), а середній дохід на одну сім'ю — 75 756 доларів (медіана — 47 500). За межею бідності перебувало 7,8 % осіб, у тому числі 0,0 % дітей у віці до 18 років та 14,3 % осіб у віці 65 років та старших.
Цивільне працевлаштоване населення становило 25 осіб. Основні галузі зайнятості: будівництво — 32,0 %, фінанси, страхування та нерухомість — 16,0 %, транспорт — 12,0 %, роздрібна торгівля — 12,0 %.